# La Providencia, Chichiquila
La Providencia är en ort i Mexiko.   Den ligger i kommunen Chichiquila och delstaten Puebla, i den sydöstra delen av landet, 220 km öster om huvudstaden Mexico City. La Providencia ligger 1 527 meter över havet och antalet invånare är 289.
Terrängen runt La Providencia är kuperad åt sydost, men åt nordväst är den bergig. Runt La Providencia är det ganska glesbefolkat, med 38 invånare per kvadratkilometer. Närmaste större samhälle är Huatusco de Chicuellar, 13,6 km sydost om La Providencia. I omgivningarna runt La Providencia växer i huvudsak städsegrön lövskog.